# Кета (језеро)
Кета (рус. Кета) је језеро у Русији. Налази се на територији Краснојарске Покрајине. Површина језера износи 452 km².